# Nathalie Vailloud
Nathalie Vailloud, née en 1964, est une scénariste, dialoguiste de films, de téléfilms et de séries télévisées.

## Biographie
Après une enfance passée au cœur de la Dombes, dans l'Ain, elle fait ses études à Bourg-en-Bresse. Elle intègre ensuite le Centre Universitaire du Journalisme (CUEJ) à Strasbourg de 1985 à 1987. Ses études terminées, la jeune journaliste est engagée par le quotidien régional Le Progrès à la rédaction de Bourg-en-Bresse de 1987 à 1991. Durant cette période, elle prépare en parallèle le concours de la Fémis, la très sélective école nationale du septième art. Elle est reçue brillamment lors de la sixième promotion en 1995. Cette même année, elle devient scénariste/dialoguiste et réalise un premier court-métrage les Soldes.

## Activité professionnelle
Elle collabore alors aux scénarios de plusieurs épisodes de séries.
Dans le début des années 2000, dans le cadre de la convention de partenariat avec la FEMIS et en collaboration avec la Mission Culturelle Française, deux séminaires ont été organisés à l’ALBA de Beyrouth : son-image animé par Claude Bailblé ; écriture scénaristique par Nathalie Vailloud et un tournage en 16 mm dirigé par Jean-Luc Daniel.
Elle réalise aussi toujours pour la FEMIS des interventions ponctuelles dans l’enseignement du scénario en 2001, 2002, 2003, 2006.
En 2006, elle travaille avec Alain Monne sur le scénario de Percussions tiré de leur adaptation d'un roman d'Éric Holder. Ce travail aboutira au film L'Homme de chevet sorti en 2009. Ce scénario a été primé à plusieurs reprises : il est notamment lauréat 2006 de la Fondation Groupama Gan pour le cinéma, et Prix Sopadin du meilleur scénariste 2007.
Elle intègre en mars 2007, le département « scénario » de la série Plus belle la vie et écrit les dialogues du prime time diffusé en novembre 2008.
Elle travaille depuis 2010 à l'adaptation d’un scénario de long-métrage, Jobavie, avec le réalisateur Frédéric Graziani pour lequel le casting était en cours. Ce projet produit par Cine Nonime (Pierre Forette et Thierry Wong) bénéficie d'une aide au développement de projets de films de long métrage du CNC accordé le 14 octobre 2010.
Malheureusement, Frédéric Graziani meurt brutalement à Paris le 14 mars 2013.

## Réalisations

### Court-métrage
- 1996 : Les soldes de Nathalie Vailloud[13], Fiction, (15 min). Avec Chloé Lambert[14] Lohengrin Mellet

## Adaptations, scénarios, dialogues

### Films et téléfims
- 2000 : La Squale[15] de Fabrice Genestal. Scénario.
- 2002 : La vie comme elle vient[16] - Téléfilm d'Edwin Baily. Pour ce téléfilm, elle a réalisé l'adaptation. Diffusion France en 2004[17]. Titre The Need to Know ou Life as it Comes pour l'Europe. Présenté au Festival de la fiction scientifique 2003, Paris, 4-5 octobre 2003.
- 2001[18] : Signes de vie (réalisateur Vincent Martorana)[19] - Téléfilm de Vincent Martorana[20]. Fiction. Production : Arte-France / Movimento films / INA, avec le soutien de la Fondation Beaumarchais. Coscénario avec Vincent Martorana.
- 2006 : La Dérive des Continents[21] - Téléfilm français réalisé par Vincent Martona réalisé en 2005. (99 minutes). Coscénario avec Vincent Martorana.
- 2006 : Percussions - Co-scénario d'Alain Monne et Nathalie Vailloud. Percussions est le titre donné au scénario qui aboutira au film L'Homme de chevet sorti en 2009. Il est lauréat 2006 de la Fondation Groupama Gan pour le cinéma. C'est aussi le titrage anglais de ce film. Scénario mis en onde sur France Culture[22].
- 2009 : L'Homme de chevet - Adaptation d'un roman d'Éric Holder coécrite avec le réalisateur Alain Monne. Prix Sopadin du meilleur scénariste décerné par la profession[5].
- 2010 : Projet cinématographique Jobavie - Adaptation d’un scénario de long-métrage, Jobavie, avec le réalisateur Frédéric Graziani[23].

### Séries

#### Manatea, les perles du Pacifique
Elle a cosigné le scénario de deux épisodes avec Elie G. Abécéra.
- 1999 : L'enlèvement - Épisode 7 sur 13 (saison 1)[24].
- 1999 : Périls - Épisode 11 (saison 1)[25].

#### Sous le Soleil
- 1999 : Saison 5 - épisode 39.

#### Baie ouest
Pour cette série de 26 épisodes, en 2000, elle a coécrit cinq épisodes de 52 minutes avec Pascal Fontanille et Emmanuelle Rey-Magnan.
- 2000 : Plein cadre - Épisode 9 (saison 1).
- 2000 : Ex, mensonge et vidéo - Épisode 17 (saison 1).
- 2000 : Trahisons - Épisode 21 (saison 1).
- 2001 : Faux semblants - Épisode 23 (saison 1).
- 2001 : Hors saison - Épisode 26 (saison 1).

#### Juliette Lesage, médecine pour tous
Elle a cosigné le scénario des épisodes 1 et 3 avec Elisabeth Arnac et Philippe Bernard.
- 2004 : Précautions d'emploi[28] Téléfilm de fiction réalisé par Christian François. Produit par 13 Production avec France 2 (90 min) et pilote de la série[1].
- 2004 : Le P'tit[29] - Téléfilm de fiction réalisé par Christian François. Produit par 13 Production avec France 2 (90 min).

#### Plus belle la vie
Elle a intégré en mars 2007 l'équipe de dialoguistes de la série et a travaillé sur plus de 130 épisodes de la série.
- 2007 à 2010 : Plus belle la vie - Diffusé sur France 3[30].
- 2008 : Dialoguiste du prime time de la série (4 épisodes à la suite à partir de 20H40) diffusé en novembre[1].
- 2010 : Enquêtes Parallèles - (Production TelFrance/France 3) Prime 100' - Diffusion vendredi 17 décembre 2010 à 20h35 sur France 3. Elle signe tous les dialogues de l’épisode réalisé par Philippe Dajoux.
- 2011 : Coup de mistral aux Mureaux - (Production TelFrance/France 3) Prime 100' - Diffusion février 2012, Co-auteur avec Georges Desmouceaux. Réalisé par Didier Albert.
- 2012 : Coup de feu pour Barbara - (Production TelFrance/France 3) Prime 100' - Diffusion septembre 2012, Co-auteur avec Georges Desmouceaux.

#### Famille d'accueil
- 2013 : Saison 12 - épisode 1, 4 , 7 et 8 -

## Récompenses professionnelles
- Prix de la fondation Hachette 1999 pour la coécriture[1] avec Fabrice Genestal du scénario de La Squale. Ce projet cinématographique a obtenu également l’avance sur recettes du CNC. Ce long métrage a été nommé aux Césars 2001 pour le meilleur premier film.
- Lauréats 2006 de la Fondation Groupama Gan pour le cinéma : Prix partagé par Nathalie Vailloud et Alain Monne pour Percussions.
- Prix Sopadin du meilleur scénariste 2007 que Alain Monne[31] partage avec Nathalie Vailloud pour leur adaptation et dialogues du film[32] L'Homme de Chevet.
- Prix du Public 2009 pour L'Homme de Chevet au Festival d'Angoulême[33].
- Bressane de l'année 2009 : prix décernée par L'Académie de Bresse[5].

### Archives presse
- Journal Le Progrès : Nathalie Vailloud, Bressane de l'année communiqué internet publié le 22 janvier 2010[34].
- Journal Le Progrès : Bressans de l'année : scénario en or pour Nathalie Vailloud Par Marc Dazy publié le 23 janvier 2010[35].
- Journal Le Dauphiné Libéré : Décès de Jacques Vailloud (son père)[36]. - Nécrologie d'août 2009.
- Journal Le Dauphiné Libéré : Plus Belle La Vie : La dialoguiste habite l’Ain - Article en page 5 du numéro du 5 octobre 2008[37].

### Archives Box Office
- Les chiffres du cinéma française (CBO Box Office) : Nathalie Vailloud (Scénariste)[38].